# Reformierte Kirche Baar

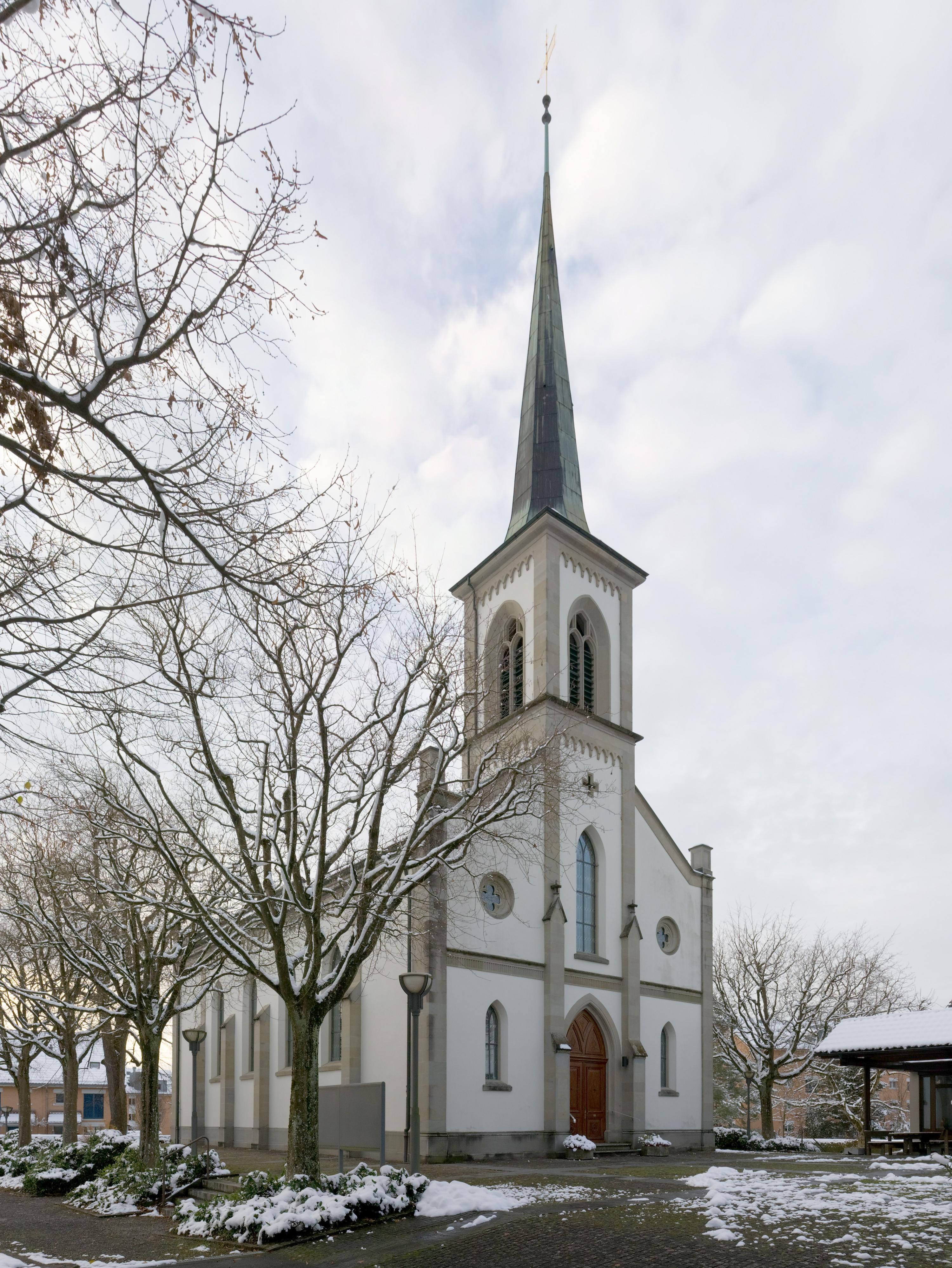
Reformierte Kirche Baar

Die Reformierte Kirche Baar, eingeweiht 1867, ist das älteste Kirchengebäude der Evangelisch-reformierten Kirchgemeinde des Kantons Zug und nach der Stadtluzerner Matthäuskirche von 1861 der zweitälteste protestantische Kirchenbau der Zentralschweiz. Sie steht an der Haldenstrasse in Baar ZG.

## Geschichte
Die Bundesverfassung von 1848 gewährte allen christlichen Schweizer Bürgern unabhängig von der Konfession Niederlassungsfreiheit. Das ermöglichte den Zuzug von Protestanten in die katholische Innerschweiz. Als die Spinnerei an der Lorze 1855 ihren Betrieb aufnahm, entwickelte sich Baar zum Industriedorf. Die Bevölkerungszahl stieg an, auch Protestanten aus dem nahen Kanton Zürich liessen sich in Baar nieder: 1850 waren es 12 Personen, zehn Jahre später 209. Zu dieser Zeit lebten im ganzen Kanton Zug 622 reformierte «Ansassen». So lag es nahe, kirchliche Strukturen in Baar mit seinem relativ hohen evangelischen Bevölkerungsanteil aufzubauen.
Im November 1862 regte der Spinnereidirektor Johann Werder an, in einer Fabrikhalle evangelische Gottesdienste zu feiern und auch für den kirchlichen Unterricht der Jugend zu sorgen. Der Zuger Regierungsrat gab am 5. Januar 1863 dazu seine Genehmigung und stellte frei, ob diese Gottesdienste in Baar oder in Zug stattfinden sollten. Am Ostermontag, dem 6. April 1863, fand ein evangelischer Festgottesdienst mit Abendmahl im Packsaal der Spinnerei statt; am 27. September 1863 trat die erste Kirchgemeindeversammlung zusammen und wählte einen Gemeindevorstand. Dies gilt als Gründungsdatum der Kirchgemeinde.
Die Spinnerei überliess der Kirchgemeinde für 15'000 Franken das Baugrundstück, die «Andermattsche Liegenschaft». Spenden aus dem In- und Ausland flossen reichlich, darunter eine vom Zürcher Regierungsrat bewilligte «Liebessteuer» (11'326 Franken). Die gesamten Baukosten betrugen 79'800 Franken. Der Zürcher Architekt Ferdinand Stadler entwarf eine Kirche, die neugotische Formen aufweist, im Gesamteindruck aber aufgrund ihrer Kompaktheit und ihrer geringen Dachneigung eher klassizistisch wirkt. Baubeginn war an Ostern 1866; am Reformationssonntag 1867 nahm die Gemeinde ihre neue Kirche mit einem Festgottesdienst in Gebrauch. Ein benachbartes spätbiedermeierzeitliches Wohnhaus, Baujahr 1838, wurde zum Pfarrhaus umgebaut.
Nachdem 1933 ein Unterrichtszimmer angebaut worden war, erfolgte 1934 die Renovierung der gesamten Kirche durch Dagobert Keiser und Richard Bracher. 1967/1968 wurde die Kirche nochmals durch Hans Büchler renoviert; dabei wurde unter anderem das Sgraffito auf der Stirnwand des Innenraums hinzugefügt (siehe unten).

## Beschreibung

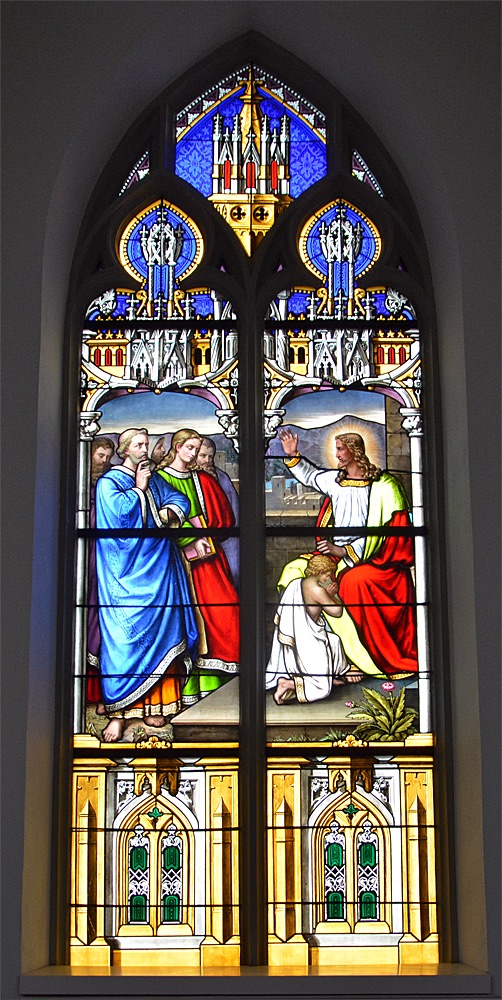
Chorfenster: Der lehrende und segnende Christus

Die Kirche erhebt sich auf gedrungen rechteckigem Grundriss; der Zugang erfolgt über das Hauptportal an der Ostseite. Es ist in den leicht vortretenden Turm integriert. Das Glockengeschoss hat hohe, durch Masswerk gegliederte Schallfenster. Der achtseitige Spitzhelm ist kupfergedeckt. Die Kanten des Kirchenbaus sind durch Eckpylonen betont. Die Seitenwände sind sechsachsig gegliedert. Die beiden äusseren fensterlosen Joche kontrastieren mit den vier Fenstern der inneren Joche, welche als Einheit erscheinen.
Im Inneren zeigt das sichtbare Holzwerk der Dachkonstruktion den Einfluss englischer Kirchenarchitektur. Ein kleiner, wie eine Nische wirkender Chorraum mit Flachdecke nahm ursprünglich den Taufstein auf. Das hohe Chorfenster weist ebenso wie die Schallfenster des Turms Masswerk auf und wird durch ein Glasgemälde hervorgehoben, während die übrigen Fenster nur durch farbige Bordüren verziert sind. Das nicht signierte Glasgemälde zeigt den die Jünger belehrenden und ein Kind segnenden Christus. Es ist ein Werk des Glasmalers Johann Jakob Röttinger, das der Architekt Stadler der Kirche schenkte. Anstelle des heute eingelagerten, achtseitigen Taufsteins steht nun der Abendmahlstisch in der Mittelachse der Kirche. Spätere Ergänzungen sind die neugotische Empore über dem Haupteingang (1920) und die Orgel von 1974 (Eberhard Friedrich Walcker, Ludwigsburg) im Obergeschoss des Turms, welche eine Orgel von 1917 (Orgelbau Kuhn, Männedorf) ersetzte. Der Raumeindruck wird vom weiss-grauen Anstrich und einem 1967 an der Stirnwand angebrachten Sgraffito bestimmt. Es ist ein Werk von Max Kämpf und stellt links vom Chorraum die fünf Brote und zwei Fische aus der biblischen Erzählung von der Speisung der Fünftausend dar, rechts vom Chorraum das Christusmonogramm mit dem Text aus dem 6. Kapitel des Johannesevangeliums: «Ich bin das Brot des Lebens, das vom Himmel gekommen ist. Wer von diesem Brot isst, wird in Ewigkeit leben. Das Brot, das ich geben will, ist mein Leben, das ich zum Heil der Welt hingebe.».